# Sethianer
Als Sethianer bezeichnet zuerst Hippolyt von Rom eine Gruppe von Gnostikern, die neben dem Valentinianismus eine Hauptströmung der nichtchristlichen Gnosis ausmachten. Die Sethianer erlebten ihre weiteste Verbreitung im 2. bis 3. Jahrhundert. Sie bezogen sich auf Seth, den dritten Sohn Adams. Zum mythologischen Personeninventar der Sethianer gehörten neben Set, der eine ausführlichere Rolle als im Tanach (bzw. Alten Testament) einnahm, vor allem Noreia, die Frau Noahs, die auch bei Mandäern und Manichäern Bedeutung hatte.

## Sethianer als Glaubensgemeinschaft
Für die Sethianer als Personengruppe finden sich lediglich zwei Kirchenväter als antike bzw. spätantike Quellen, die sich mit diesen in polemischer Weise auseinandersetzten. Nach Hippolyt (Philos. V) geht das System der Sethianer von einer Dreiheit von Finsternis, Licht und reinem Geist aus. Aus der Vermischung dieser drei entstünden Himmel und Erde.
Im Gegensatz zu anderen gnostischen Systemen sei die Finsternis dabei keine untätige Materie, sondern klug und tätig, und werde mit dem Wasser und der Schlange gleichgesetzt. Die Finsternis erzeuge einen Sohn, den Nous (Verstand), der nicht von ihrem Wesen sei, sondern ein losgerissenes Teilchen von Licht und Geist, der sich aber nicht selbst erlösen könne. Um ihn zu befreien, mache sich der Logos des Lichts dem Nous gleich.
Eine Gruppe dieses Namens wird auch bei Epiphanios von Salamis beschrieben, der jedoch sagt, sie seien nicht weitverbreitet, und dass er sich nicht genau erinnern kann, in welcher Stadt Ägyptens er sie vorgefunden habe.

## Sethianische Schriften
Einige Schriften aus Nag Hammadi, vor allem
- das Apokryphon des Johannes, aber auch
- die Hypostase der Archonten
- das Koptische Ägypterevangelium
- die Apokalypse des Adam
- die Drei Stelen des Seth
- Zostrianos
- Melchisedek
- Allogenes
- Norea
- Marsanes und
- die Dreigestaltige Protennoia

wurden zunächst als sethianisch zusammengefasst. Allerdings hat das, was Hippolyt als System dieser Gruppe referiert, wenig mit dem Inhalt dieser Schriften zu tun. Daher hat Hans-Martin Schenke in der Forschungsdiskussion vorgeschlagen, nicht von den antiken Aussagen auszugehen, sondern von den Schriften, in denen die Gnostiker sich als Nachkommenschaft Seths verstehen und die Erkenntnis dieser Abstammung zugleich als Erlösung auffassen. Als Sethianer gilt daher der Trägerkreis einer Gruppe von Schriften, die erst von der modernen Forschung als „sethianische Schriften“ zusammengefasst wurde.

## Andere Forschungspositionen
Das mythologische System ist jedoch auch innerhalb dieser Schriftengruppe uneinheitlich; so fungiert Seth in einigen Schriften als Offenbarungsmittler, in anderen nur als Ahnherr des zur Erlösung prädestinierten Geschlechts. Daher wird in der neueren Forschung die Existenz der Sethianer als Gruppe oder eines Systems Sethianische Gnosis häufig bestritten. Zudem lässt sich nicht klären, ob die heute vorliegenden Schriften nur oberflächlich christianisiert oder weitgehend entchristlicht sind. Porphyrios (Vita Plotini 16) belegt, dass zwei der sethianischen Schriften (Zostrianus, Allogenes) bei einer innerchristlichen Gruppierung in Gebrauch gewesen sind. Die Vorstellung einer vorchristlichen Entstehung in Ägypten und die Einordnung der manichäisch-mandäischen Vorstellungen als Wirkungsgeschichte ist damit höchst zweifelhaft.